# خناثة ألر الرحمة (رواية)

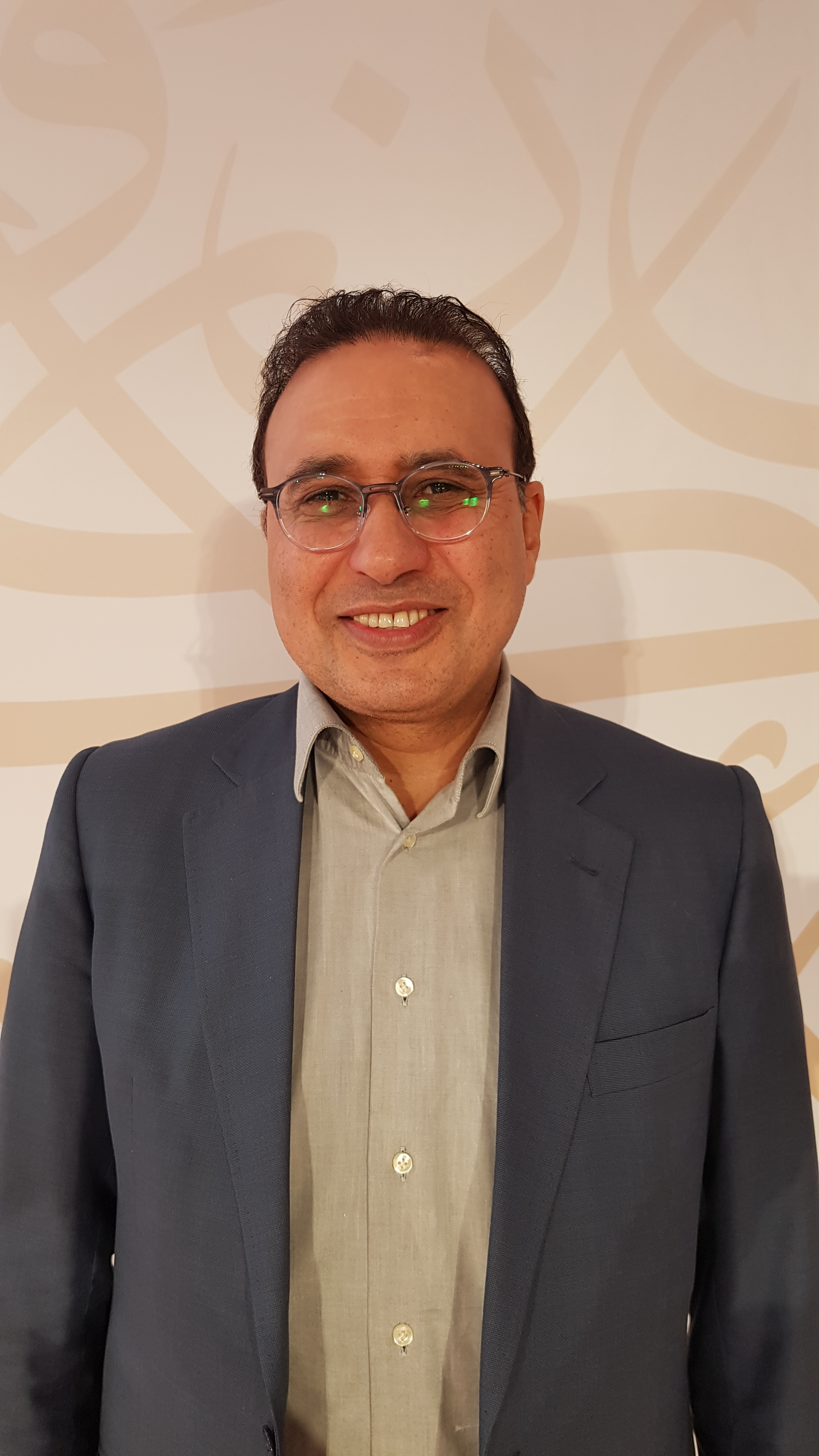
عبد الإله بن عرفة

خناثة ألر الرحمة، هي رواية مغربية للكاتب عبد الإله بن عرفة، صدرت عن دار الآداب، بيروت سنة 2018. فازت بجائزة القراء الشباب للكتاب المغربي. وفاز صاحبها بالعديد من الجوائز العربية عدد صفحاتها 272، وتضم ستة فصول وهي : كتاب الألف وكتاب اللام وكتاب الراء والحجر وبيان أدبي وحساب الجُمَّل الكبير.

## نوع الرواية
هي رواية تاريخية تستند إلى مجموعة من المصادر منها كتاب «الجيش العرمرم الخماسي» لصاحبه أبي عبد الله أكنسوس وابن زيدان في الاتحاف، كما تدخل ضمن مشروع الرواية العرفانية هي مسار روائي جديد في السرد.

## الاسم والتاريخ
يوحي عنوان «خناثة الر الرحمة» إلى أن تاريخ المغرب لا يخلو من بطولات نسائية متألقة، و«ألر» إشارة الى سر من أسرار القران الكرمي حيث ابتدأت ست سور منه ب«الر» وهي سور يونس، هود، يوسف، الرعد، إبراهيم، الحجر.
و«خُنَاثَة» هو اسم لمرأة ربما تكون المرأة الوحيدة التي خلد التاريخ جزءا من صنيعها ضمن بضع مئات من النساء كن في حياة المولى إسماعيل.
يقول الشيخ أبو العباس وأحمد بن خالد الناصري في كتابهما الاستقصاء لأخبار دول المغرب الأقصى: «في سنة 1089 للهجرة، غزا السلطان المولى إسماعيل صحراء سوس، فبلغ آقاويطاطا وتيشيت وشنكيط وتخوم السودان، فقدمت عليه وفود العرب هنالك[…] وأدوا طاعتهم، وكان في ذلك الوفد الشيخ بكار المغافري والد الحرة خناثة، فأهدى الشيخ المذكور إلى السلطان ابنته، وكانت ذا جمال وفقه وأدب، فتزوجها».
كانت حناثة زوجا للسلطان المولى إسماعيل، وأمّا للسلطان مولاي عبد الله، وجدّة للسلطان سيدي محمد بن عبد الله، وكانت أول امرأة تتولى الوزارة في المغرب، ساهمت السيدة خناثة بنت بكار في صنع القرار السياسي والديني بالمغرب خلال فترة هامة من تاريخ المغرب في ظل الدولة العلوية ، كما كانت من العالمات اللائي أسهمن في الحياة السياسية والفكرية للمغرب آنذاك.، وتتواجد اليوم مخطوطة بها تعليقات لـ«خناتة» على كتاب «الإصابة في تمييز الصحابة» لابن حجر العسقلاني، وهي محفوظة في الخزانة الملكية بالرباط وكانت تحسن القراءات السبع وقارئة وعالمة بالحديث.
تحولت قصتها إلى مسلسل تلفزيوني ذو نفحة تاريخية يحمل اسم «خناتة بنت بكار».

## حبكة الرواية
تتحدث الرواية عن حياة الصبية خناثة في صحراء البيضان من بلاد شنقيط، والتي عاشت حياة صحراوية مليئة بقيم وعادات أهل الصحراء في تلك المنطقة، تميزت حياتها بالتحدي ورفض الانهزام، حيث ثارت على عادات قبيلتها التي تسمى "تسمين البلوح" فركبت فرسا فجنح بها، فتاهت في الصحراء كادت تموت عطشا وجوعا، فعثر عليها جماعة من الفتاك الذين يجبون الصحراء، ولم ينقذها سوى الاب وفرقة من القبيلة بعد معركة دامية. ثم ثارت على رغبة ابن العم في الزواج بها تبعا للأعراف وتقاليد القبيلة.
ولما قدم السلطان المولى إسماعيل الى مضارب القبيلة، أعجب بالفتاة الصحراوية فتزوج بها في عرس بهيج ، وعاد معها الى عاصمة ملكه بمكناسة الزيتون، وفي حياتها الجديدة بالقصر رغبت خناثة في التفقه فحفظت القرآن الكريم وانصرفت الى العلم، وتحاشت الصدام مع إحدى أقوى النساء في الدولة وهي السلطانة لالة عائشة أم الأمير زيدان ابن المولى إسماعيل، كان تفوقها مرتبط بنبوغها العلمي على سائر نساء الدولة وكان المولى إسماعيل يستشيرها في العديد من القضايا الحساسة وفوض لها تدبير العديد من الملفات الكبيرة في الدولة.
تلد حناثة ابنا للسلطان هو المولى عبد الله بعد معاناة من المكائد والدسائس، وعملت على التمكين لابنها سواء في جيش الوداية أو لدى العلماء بذكاء وحكمة وبعد نظر خصوصا في العاصمة التاريخية فاس.
بعد وفاة السلطان المولى إسماعيل تمت مبايعة ابنه أحمد الذهبي، فكانت المرحلة مرحلة فتنة وصراع حول الملك، لينتهي الصراع بمبايعة عبد الله.
ثم تخرج أم السلطان حناثة وحفيدها للحج فتصف الرواية طريق الحج من مكناسة الى مكة. حيث زارت الجزائر وتونس وليبيا ومصر في طريقها إليه.
بعد عودتها بفترة من الزمن تُمتحن السيدة حناثة بعدما تحول جيش عبيد البخاري عن ابنها ومبايعتهم أخاه أبا الحسن عليا بن إسماعيل، ويتم إذلالها طمعا في مال الذي ظُنَّ أنه تخبئه، فتصف الرواية حالتها والابتلاء الذي عاشته، حيث سُجنت هي وحفيدها سيدي محمد.
و بعد خروجها من السجن واستتباب الامر لابنها بعد صراع ودسائس واقتتال، قررت خناثة الاستقرار في فاس والابتعاد عن السياسة والخلو الى الذكر والفكر، فعُرفت بأم السلاطين وتوفيت سنة 1155 هـ / 1742 م.

## نقد
تعد الرواية حلقة من مسلسل الإبداع العرفاني، وبطلة هذه الرواية هي جزء أصيل من تاريخ المغرب: خناثة أو أم السلاطين كما هو لقبها، و كتبت الرواية كما غيرها من روايات الكاتب بلغة دالة على ثراء اللغة العربية فللحرف دلالته وقيمته العددية وارتباطه الروحاني، ومتحت من الثرات العرافاني كما تدل على ذلك العديد من المقاطع في الرواية. كما ان اهتمام الكاتب بالحروف كما يدل على ذلك عنوان الرواية هو اهتمام لما تدل عليه من معان باطنية تعكس العرفانية الصوفية.

## اقتباسات من الرواية
- كانت تعلم أن آفة الاخبار رُوَاتها 
- كتب الشيخ أبو العباس أحمد بن محمد الى السلطان المولى إسماعيل :"منعني من الجواب خوف الفتنة، فمن توجهت إليه السلاطين توجهَ إليه الناس من كل البقاع،فإن كان طالبا للدنيا فتنوه عن دنياه، وإن كان طالبا للآخرة فتنوه عن آخرته".
- قد يجلب القرب عداوة أكثر مما يجلبها البعد.
- كانت تعلم وهي العليمة بشؤون الامامة العظمى بأن النساء لا يتولينها، كانت تنتفض أحيانا على تلك الاختيارات وترى بأن الرجال هم من قرروا منع المرأة من ذلك
- إذا كان القرآن قد ساوى بين الرجال والنساء وكذلك الحديث لما قال النبي صلى الله عليه وسلم «النساء شقائق الرجال في الأحكام»، فكيف نستثني المرأة من حكم الإمامة؟ كما أن الطبيعة قد أعطت بعض النساء قدرات أعظم من قدرات الرجال، فلماذا يصير التمسك بالنَّص مُلْعِيًّا للواقع ولنصوص أخرى متكافئة؟ أليس الواقع نصا كونيا، مثلما أن النص الشرعي نص تكليفي ؟ وقد استطاع الفقهاء أن يدركوا، بعد إعمال النظر، أن النصوص متناهية، بينما الوقائع غير متناهية، لهذا ابتكروا آلية القياس حتى تجروا ما لا يتناهى على ما يتناهى.